# Dziedziniec Stefana Batorego na Wawelu
Dziedziniec Stefana Batorego – dziedziniec w Krakowie znajdujący się pomiędzy skrzydłem zachodnim Zamku Królewskiego i katedrą na Wawelu.

## Opis
Nazwa pochodzi od kaplicy Batorego – największej z przylegających do dziedzińca kaplic katedry, w której znajduje się nagrobek króla Polski Stefana Batorego. W podziemiach dziedzińca znajduje się krypta, będąca pozostałością po kościele świętego Gereona.
Dawniej wznosił się tu zbudowany w XVI wieku parterowy budynek Łaźni Królowej, do której prowadziło zejście okrągłą klatką schodową wprost z apartamentu królowej Bony Sforzy. Nad Łaźnią królowa Bona poleciła zbudować dwie kondygnacje mieszkalne, a na dachu umieścić taras widokowy. Budynek wyburzono na polecenie konserwatorów zabytków przed 1910 rokiem. O dawnej funkcji tego miejsca przypomina stara kamienna wanna, ustawiona pod loggią.

## II wojna światowa
17 stycznia 1945 roku radzieckie lotnictwo podczas zdobywania Krakowa zrzuciło na dziedziniec Batorego bombę lotniczą, która uszkodziła część zamku oraz katedrę.

## Galeria

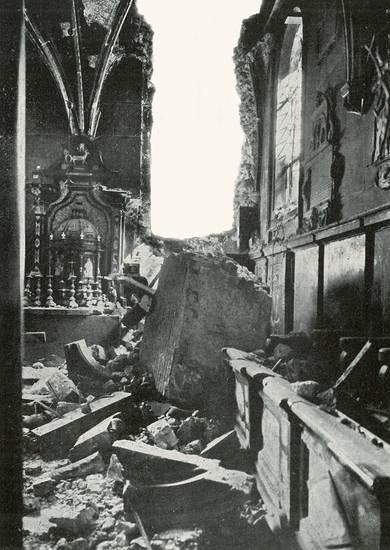
Kaplica Batorego po zrzuceniu przez radzieckie lotnictwo bomby lotniczej na dziedziniec Batorego (1945)
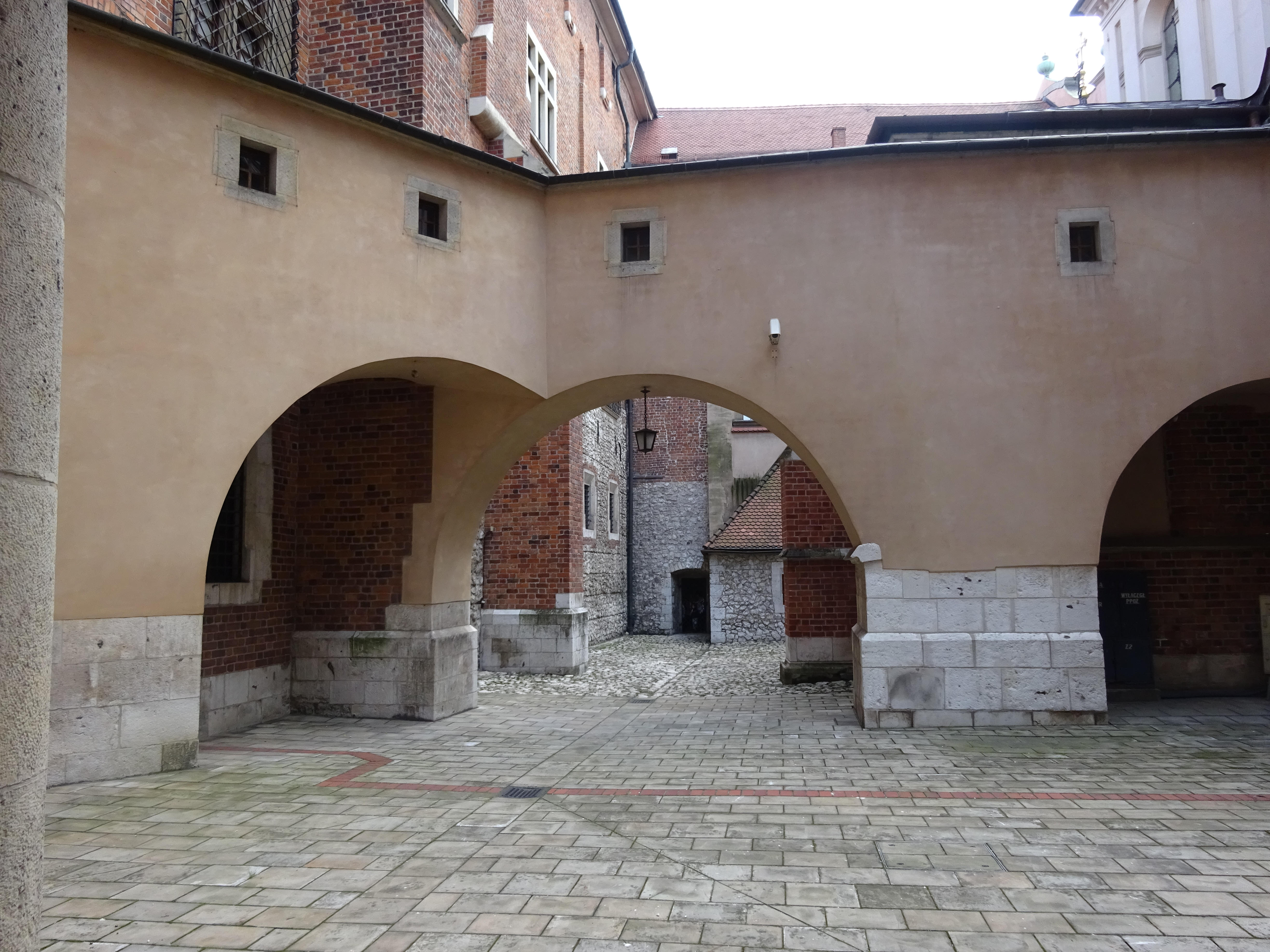
Dziedziniec Batorego, część północna, widok na południe (2016)
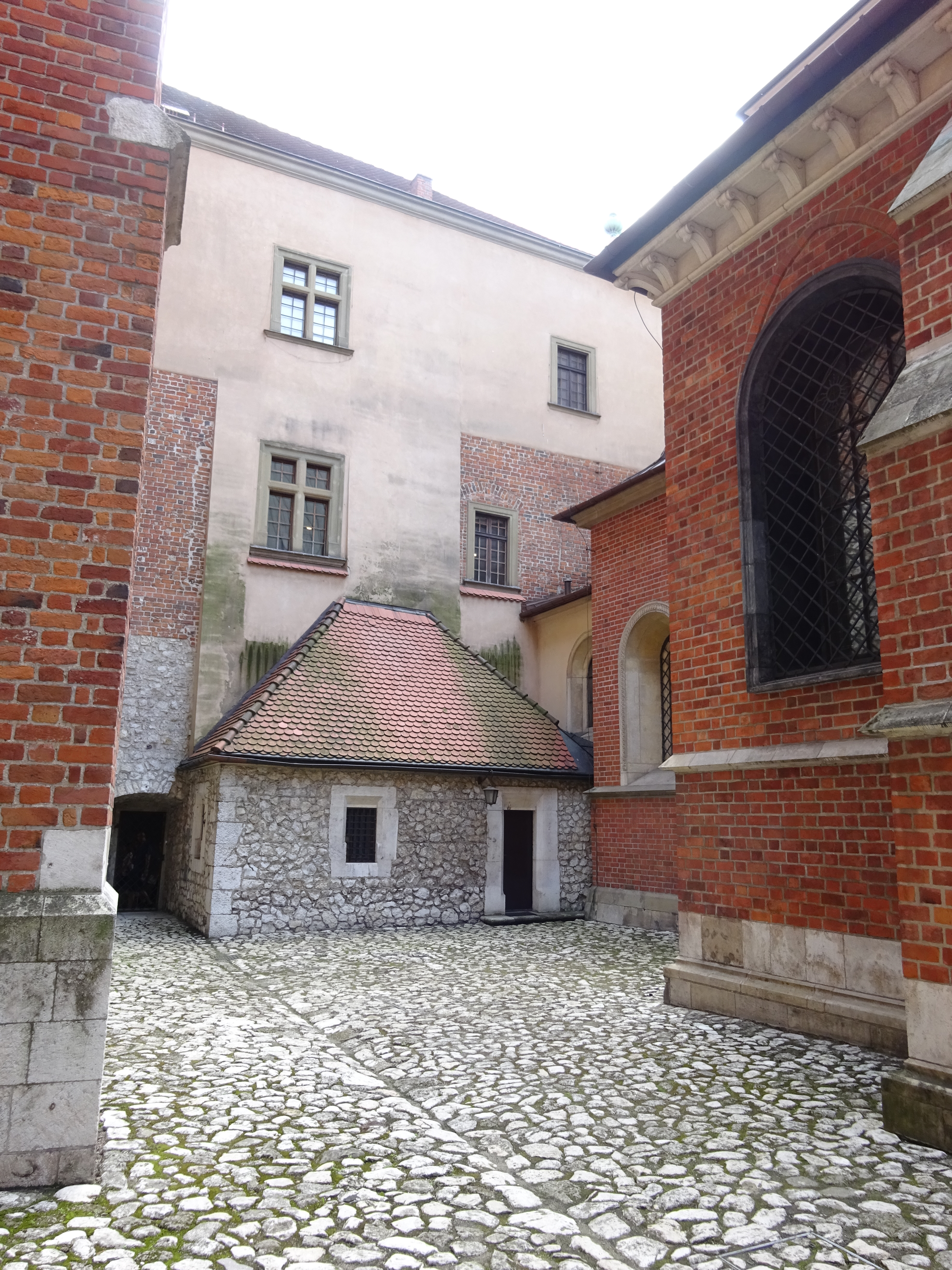
Dziedziniec Batorego, część południowa, widok na południe (2016)